# آناتولی سولودون
آناتولی سولودون (انگلیسی: Anatoliy Solodun؛ زادهٔ ۲۴ فوریهٔ ۱۹۶۲) ورزشکار واترپلو اهل اوکراین است.

## حرفه
وی همچنین از بازیکنان واترپلو بازی‌های المپیک تابستانی ۱۹۹۶ بوده‌است.